# Cristela
Cristela è una situation comedy statunitense che è andata in onda negli Stati Uniti dal 10 ottobre 2014 al 17 aprile 2015 sulla ABC.
In Italia la serie va in onda sul canale Fox Comedy della piattaforma Sky dal 5 settembre 2015.
La serie è stata creata dalla commediante Cristela Alonzo, la quale ne è anche la protagonista, scrittrice e produttrice esecutiva. Questo ha fatto di lei la prima latina a creare, produrre, scrivere, e recitare nella sua commedia. La serie è stata cancellata dalla ABC il 7 maggio 2015.

## Special Guest Star
Roseanne Barr